# Ferrières-Poussarou
Ferrières-Poussarou (en occitan Ferrièiras de Possaron) est une commune française située dans le sud-ouest du département de l'Hérault, en région Occitanie. La commune se situe dans le canton de Saint-Pons-de-Thomières.
Exposée à un climat méditerranéen, elle est drainée par le Rieuberlou, le ruisseau d'Ilouvre, le ruisseau de Canimals, le ruisseau de Ferrières, le ruisseau de l'Esparaso et par divers autres petits cours d'eau. Incluse dans le parc naturel régional du Haut-Languedoc, la commune possède un patrimoine naturel remarquable composé d'une zone naturelle d'intérêt écologique, faunistique et floristique.
Ferrières-Poussarou est une commune rurale qui compte 67 habitants en 2022, après avoir connu un pic de population de 392 habitants en 1836. Ses habitants sont appelés les Ferriérois et Ferriéroises.

## Géographie

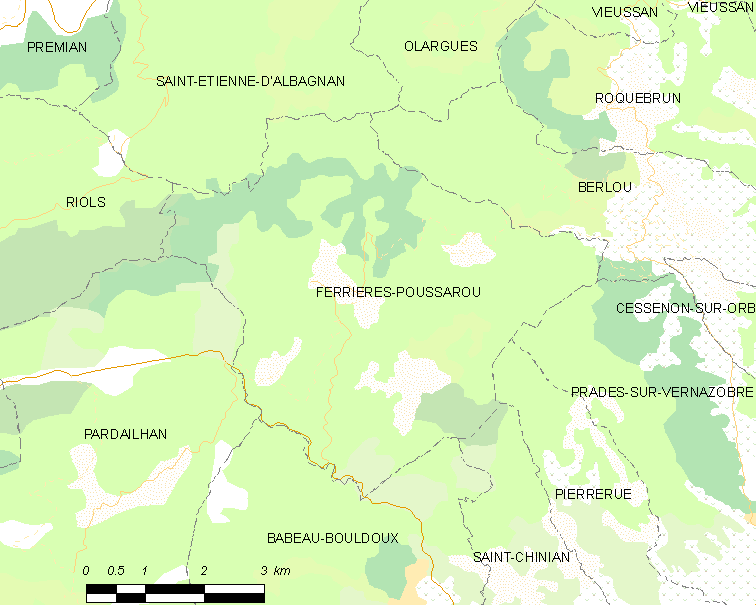
Carte.

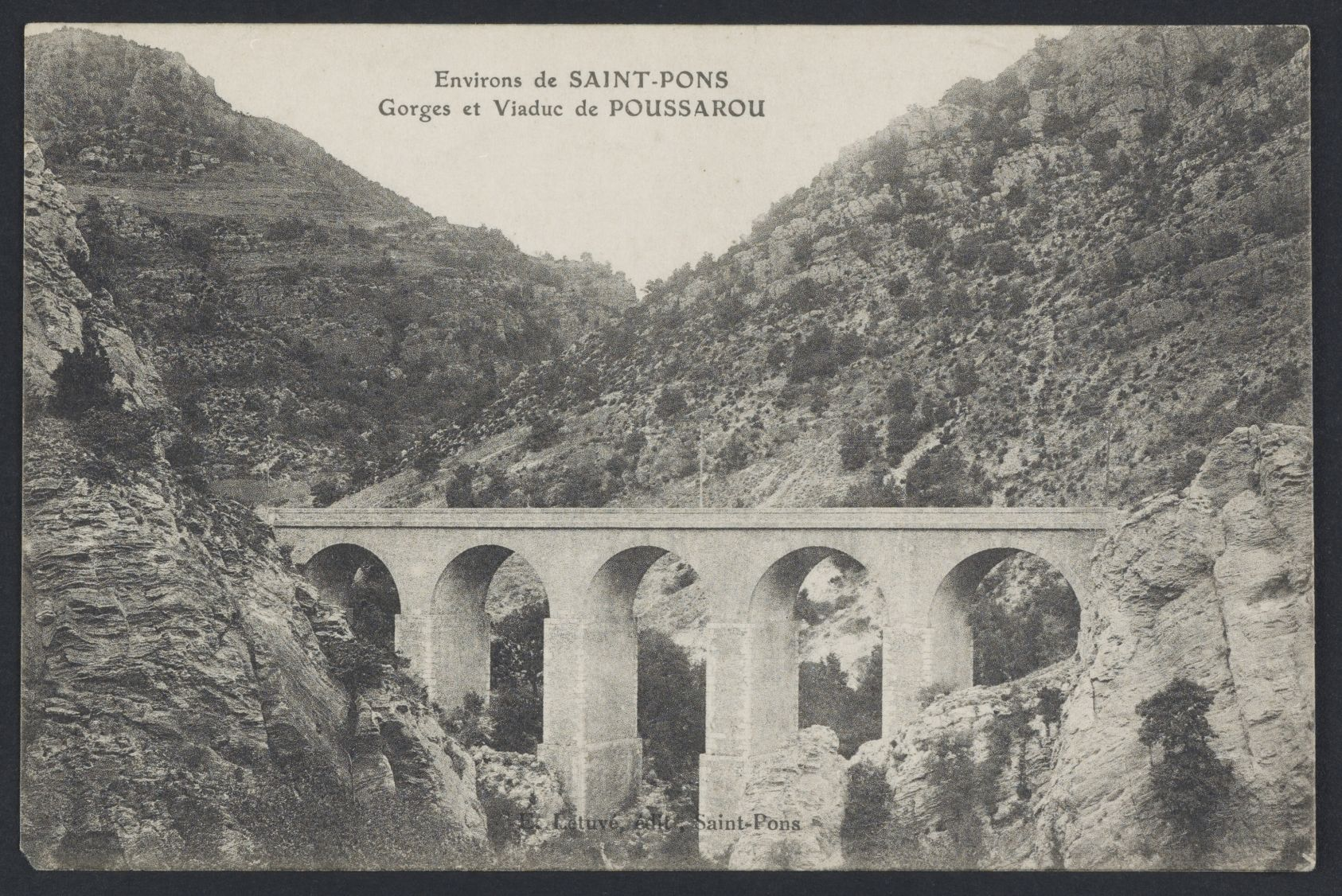
Gorges de Poussarou : carte postale (fin du XIX^{e} siècle - début du XX^{e})

La commune fait partie du canton d'Olargues.
Elle est constituée de six hameaux :
- Ferrières
- la Treille
- la Fraise (où se trouvent la mairie et l'église)
- Pousselières
- Camprafaud
- et autrefois de celui du Poussarou (il est abandonné).

### Communes limitrophes
| Riols           | Saint-Étienne-d'Albagnan | Berlou                |
| Pardailhan      | Ferrières-Poussarou      | Prades-sur-Vernazobre |
| Babeau-Bouldoux | Saint-Chinian            | Pierrerue             |

### Climat
Pour des articles plus généraux, voir Climat de l'Occitanie et Climat de l'Hérault.
En 2010, le climat de la commune est de type climat méditerranéen altéré, selon une étude s'appuyant sur une série de données couvrant la période 1971-2000. En 2020, Météo-France publie une typologie des climats de la France métropolitaine dans laquelle la commune est exposée à un climat méditerranéen et est dans la région climatique  Provence, Languedoc-Roussillon, caractérisée par une pluviométrie faible en été, un très bon ensoleillement (2 600 h/an), un été chaud (21,5 °C), un air très sec en été, sec en toutes saisons, des vents forts (fréquence de 40 à 50 % de vents > 5 m/s) et peu de brouillards.
Pour la période 1971-2000, la température annuelle moyenne est de 11,9 °C, avec une amplitude thermique annuelle de 15,2 °C. Le cumul annuel moyen de précipitations est de 1 238 mm, avec 9,8 jours de précipitations en janvier et 4,2 jours en juillet. Pour la période 1991-2020, la température moyenne annuelle observée sur la station météorologique la plus proche, située sur la commune de Berlou à 5 km à vol d'oiseau, est de 15,4 °C et le cumul annuel moyen de précipitations est de 892,1 mm,. Pour l'avenir, les paramètres climatiques de la commune estimés pour 2050 selon différents scénarios d'émission de gaz à effet de serre sont consultables sur un site dédié publié par Météo-France en novembre 2022.

### Milieux naturels et biodiversité

#### Espaces protégés
La protection réglementaire est le mode d’intervention le plus fort pour préserver des espaces naturels remarquables et leur biodiversité associée,.
Un  espace protégé est présent sur la commune : 
le parc naturel régional du Haut-Languedoc, créé en 1973 et d'une superficie de 307 184 ha, qui s'étend sur 118 communes et deux départements. Implanté de part et d’autre de la ligne de partage des eaux entre Océan Atlantique et mer Méditerranée, ce territoire est un véritable balcon dominant les plaines viticoles du Languedoc et les étendues céréalières du Lauragais,.

#### Zones naturelles d'intérêt écologique, faunistique et floristique

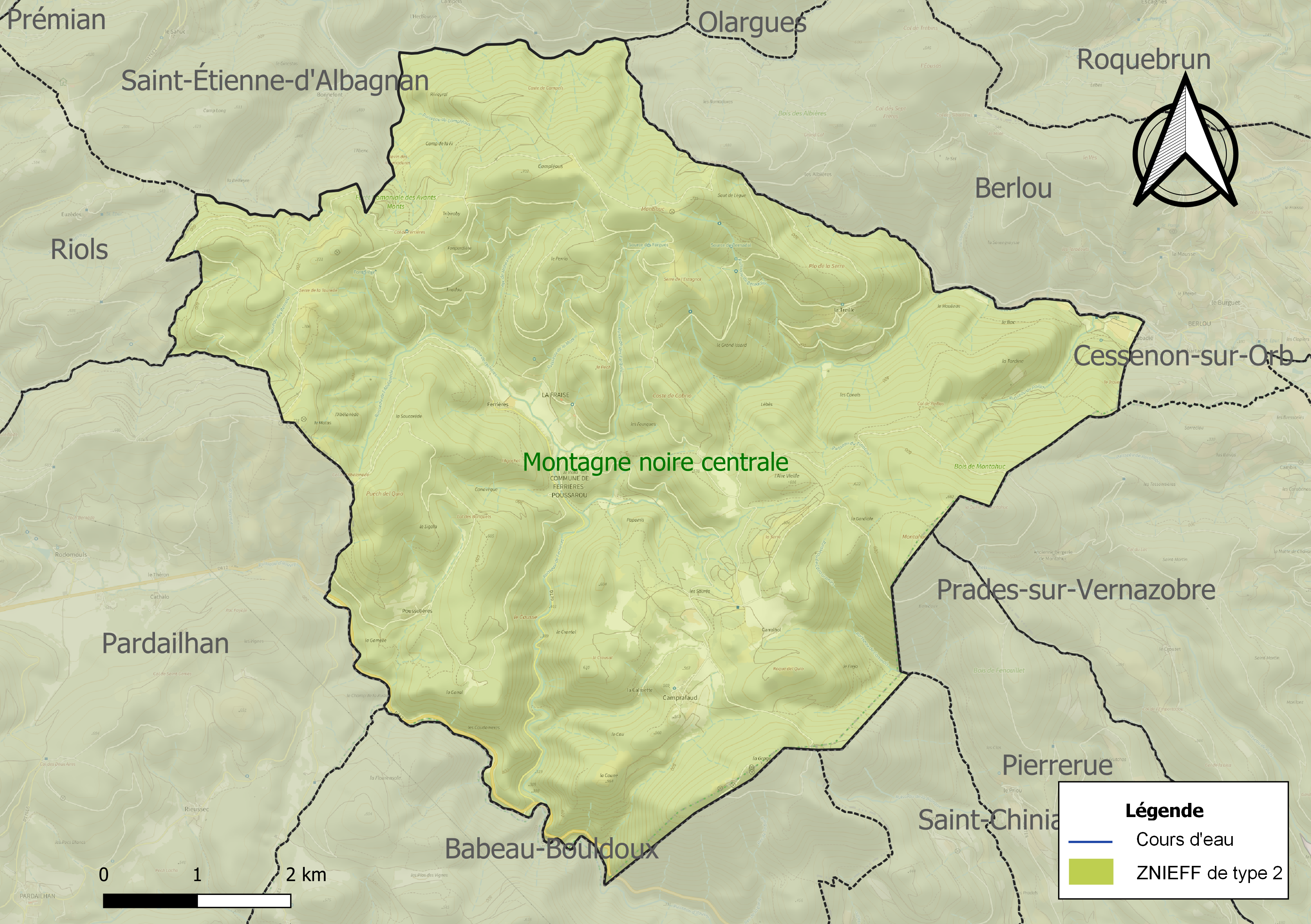
Carte de la ZNIEFF de type 2 localisée sur la commune.

L’inventaire des zones naturelles d'intérêt écologique, faunistique et floristique (ZNIEFF) a pour objectif de réaliser une couverture des zones les plus intéressantes sur le plan écologique, essentiellement dans la perspective d’améliorer la connaissance du patrimoine naturel national et de fournir aux différents décideurs un outil d’aide à la prise en compte de l’environnement dans l’aménagement du territoire.
Une ZNIEFF de type 2 est recensée sur la commune :
la « montagne noire centrale » (34 724 ha), couvrant 27 communes du département.

## Urbanisme

### Typologie
Au 1er janvier 2024, Ferrières-Poussarou est catégorisée commune rurale à habitat très dispersé, selon la nouvelle grille communale de densité à sept niveaux définie par l'Insee en 2022.
Elle est située hors unité urbaine et hors attraction des villes,.

### Occupation des sols
L'occupation des sols de la commune, telle qu'elle ressort de la base de données européenne d’occupation biophysique des sols Corine Land Cover (CLC), est marquée par l'importance des forêts et milieux semi-naturels (90,9 % en 2018), en diminution par rapport à 1990 (99,6 %). La répartition détaillée en 2018 est la suivante : 
forêts (84,8 %), zones agricoles hétérogènes (8,7 %), milieux à végétation arbustive et/ou herbacée (6,1 %), cultures permanentes (0,4 %). L'évolution de l’occupation des sols de la commune et de ses infrastructures peut être observée sur les différentes représentations cartographiques du territoire : la carte de Cassini (XVIIIe siècle), la carte d'état-major (1820-1866) et les cartes ou photos aériennes de l'IGN pour la période actuelle (1950 à aujourd'hui).

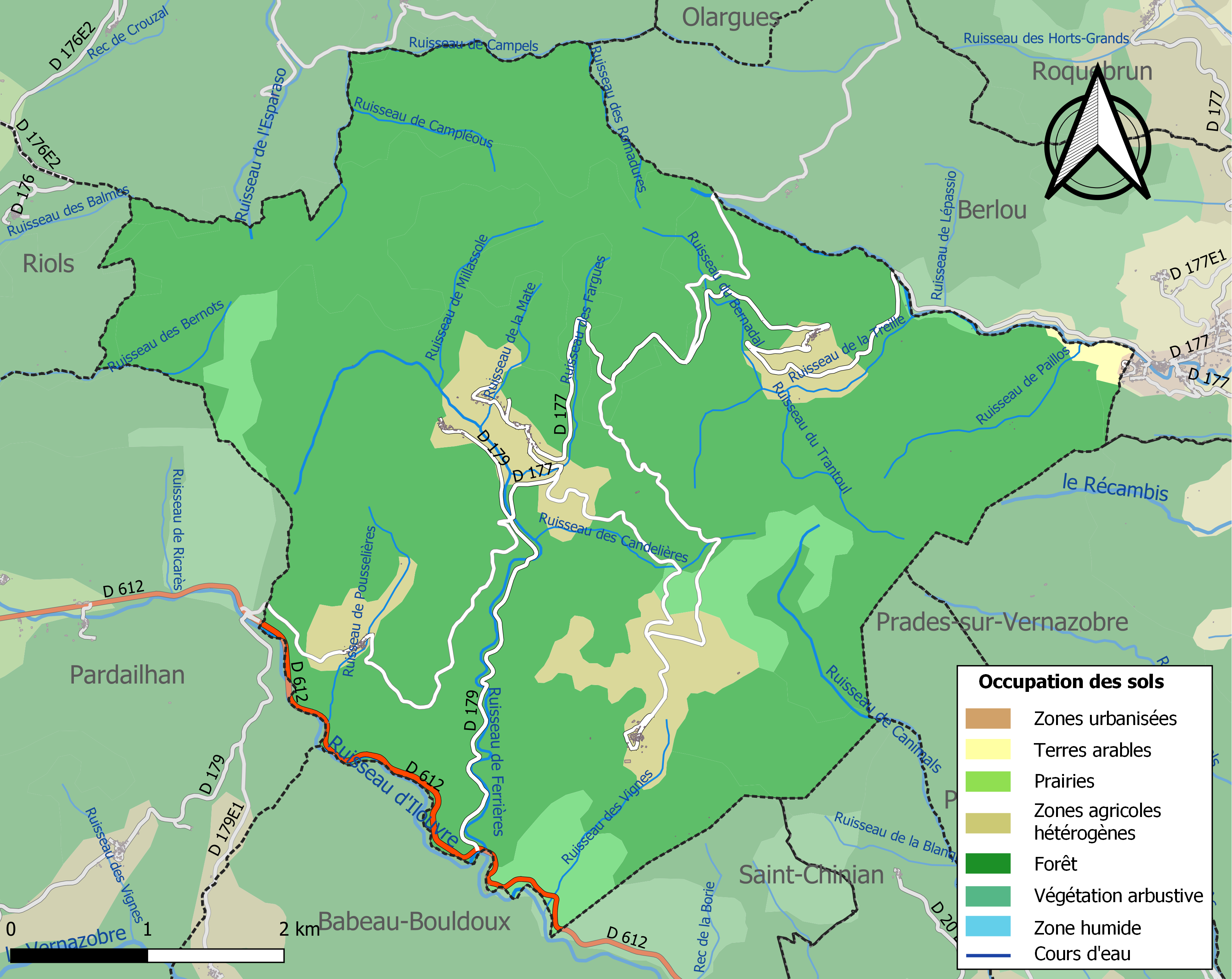
Carte des infrastructures et de l'occupation des sols de la commune en 2018 (CLC).

### Risques majeurs
Le territoire de la commune de Ferrières-Poussarou est vulnérable à différents aléas naturels : météorologiques (tempête, orage, neige, grand froid, canicule ou sécheresse), feux de forêts et séisme (sismicité très faible). Il est également exposé à un risque technologique,  le transport de matières dangereuses, et à un risque particulier : le risque de radon. Un site publié par le BRGM permet d'évaluer simplement et rapidement les risques d'un bien localisé soit par son adresse soit par le numéro de sa parcelle.

#### Risques naturels
Ferrières-Poussarou est exposée au risque de feu de forêt. Un plan départemental de protection des forêts contre les incendies (PDPFCI) a été approuvé en juin 2013 et court jusqu'en 2022, où il doit être renouvelé. Les mesures individuelles de prévention contre les incendies sont précisées par deux arrêtés préfectoraux et s’appliquent dans les zones exposées aux incendies de forêt et à moins de 200 mètres de celles-ci. L’arrêté du 25 avril 2002 réglemente l'emploi du feu en interdisant notamment d’apporter du feu, de fumer et de jeter des mégots de cigarette dans les espaces sensibles et sur les voies qui les traversent sous peine de sanctions. L'arrêté du 11 mars 2013 rend le débroussaillement obligatoire, incombant au propriétaire ou ayant droit,.

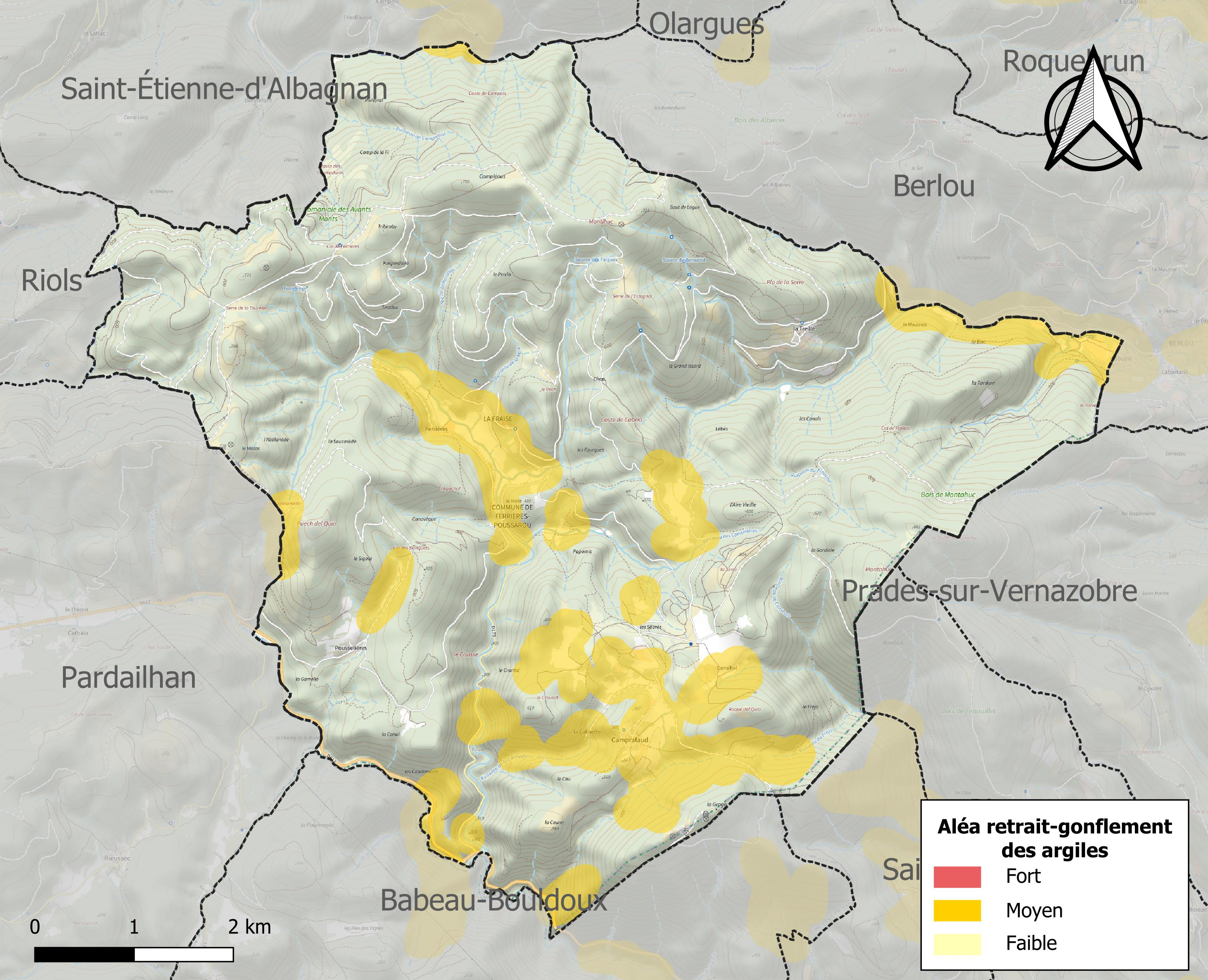
Carte des zones d'aléa retrait-gonflement des sols argileux de Ferrières-Poussarou.

Le retrait-gonflement des sols argileux est susceptible d'engendrer des dommages importants aux bâtiments en cas d’alternance de périodes de sécheresse et de pluie. 16,5 % de la superficie communale est en aléa moyen ou fort (59,3 % au niveau départemental et 48,5 % au niveau national). Sur les 84 bâtiments dénombrés sur la commune en 2019, 64 sont en aléa moyen ou fort, soit 76 %, à comparer aux 85 % au niveau départemental et 54 % au niveau national. Une cartographie de l'exposition du territoire national au retrait gonflement des sols argileux est disponible sur le site du BRGM,.
Par ailleurs, afin de mieux appréhender le risque d’affaissement de terrain, l'inventaire national des cavités souterraines permet de localiser celles situées sur la commune.
La commune a été reconnue en état de catastrophe naturelle au titre des dommages causés par les inondations et coulées de boue survenues en 1982, 1996 et 1997. 

#### Risques technologiques
Le risque de transport de matières dangereuses sur la commune est lié à sa traversée par des infrastructures routières ou ferroviaires importantes ou la présence d'une canalisation de transport d'hydrocarbures. Un accident se produisant sur de telles infrastructures est susceptible d’avoir des effets graves sur les biens, les personnes ou l'environnement, selon la nature du matériau transporté. Des dispositions d’urbanisme peuvent être préconisées en conséquence.

#### Risque particulier
Dans plusieurs parties du territoire national, le radon, accumulé dans certains logements ou autres locaux, peut constituer une source significative d’exposition de la population aux rayonnements ionisants. Certaines communes du département sont concernées par le risque radon à un niveau plus ou moins élevé. Selon la classification de 2018, la commune de Ferrières-Poussarou est classée en zone 2, à savoir zone à potentiel radon faible mais sur lesquelles des facteurs géologiques particuliers peuvent faciliter le transfert du radon vers les bâtiments.

## Toponymie
Attestée sous les formes Fereiras en 940, Ferreriis en 1102.
Du pluriel de l'occitan ferrièra, « forge catalane, mine de fer », Pluriel du latin ferraria, « Installation pour extraire, fondre et forger le fer ». Dérivé de fer, avec le suffixe -ière.
Le 30 novembre 1918, Ferrières prend le nom de Ferrières-Poussarou.

## Politique et administration
| Période   | Période   | Identité                   | Étiquette | Qualité                          |
| --------- | --------- | -------------------------- | --------- | -------------------------------- |
| 1792      | 1795      | Jean-Joseph Calmette       |           |                                  |
| 1795      | 1797      | Jean-Paul Cesso            |           |                                  |
| 1797      | 1800      | Jean-Louis (Fils) Calmette |           |                                  |
| 1800      | 1807      | Jean-Paul Cesso            |           |                                  |
| 1807      | 1835      | Jean-Louis (Fils) Calmette |           |                                  |
| 1835      | 1846      | Martial Calmette           |           |                                  |
| 1846      | 1848      | Jean Calmette              |           |                                  |
| 1848      | 1857      | Joseph Cauquil             |           |                                  |
| 1857      | 1871      | Louis Cauquil              |           |                                  |
| 1871      | 1881      | Victor Calmette            |           |                                  |
| 1881      | 1893      | Frédéric Sire              |           |                                  |
| 1893      | 1896      | Jean Robert                |           |                                  |
| 1896      | 1904      | Frédéric Sire              |           |                                  |
| 1904      | 1917      | Joseph Calmette            |           |                                  |
| 1917      | 1927      | Dieudonné Vidal            |           | Adjoint, élu maire le 10/12/1919 |
| 1927      | 1961      | Pierre Marinier            |           |                                  |
| 1961      | 1977      | Jean Vergnes               |           |                                  |
| 1977      | 1983      | Guy Rouaret                |           |                                  |
| 1983      | 1989      | Yvonne Vidal               |           |                                  |
| 1989      | mars 2014 | Francis Tarbouriech        |           |                                  |
| mars 2014 | En cours  | Pascale Peytavi            | SE        | Agricultrice                     |

## Démographie
L'évolution du nombre d'habitants est connue à travers les recensements de la population effectués dans la commune depuis 1793. Pour les communes de moins de 10 000 habitants, une enquête de recensement portant sur toute la population est réalisée tous les cinq ans, les populations de référence des années intermédiaires étant quant à elles estimées par interpolation ou extrapolation. Pour la commune, le premier recensement exhaustif entrant dans le cadre du nouveau dispositif a été réalisé en 2007.

En 2022, la commune comptait 67 habitants, en évolution de −1,47 % par rapport à 2016 (Hérault : +7,49 %, France hors Mayotte : +2,11 %).
| 1793 | 1800 | 1806 | 1821 | 1831 | 1836 | 1841 | 1846 | 1851 |
| ---- | ---- | ---- | ---- | ---- | ---- | ---- | ---- | ---- |
| 290  | 267  | 340  | 318  | 345  | 392  | 378  | 343  | 340  |

| 1856 | 1861 | 1866 | 1872 | 1876 | 1881 | 1886 | 1891 | 1896 |
| ---- | ---- | ---- | ---- | ---- | ---- | ---- | ---- | ---- |
| 357  | 312  | 312  | 315  | 284  | 278  | 254  | 210  | 216  |

| 1901 | 1906 | 1911 | 1921 | 1926 | 1931 | 1936 | 1946 | 1954 |
| ---- | ---- | ---- | ---- | ---- | ---- | ---- | ---- | ---- |
| 194  | 191  | 155  | 168  | 136  | 145  | 145  | 91   | 94   |

| 1962 | 1968 | 1975 | 1982 | 1990 | 1999 | 2006 | 2007 | 2012 |
| ---- | ---- | ---- | ---- | ---- | ---- | ---- | ---- | ---- |
| 48   | 40   | 38   | 35   | 40   | 49   | 59   | 60   | 80   |

| 2017 | 2022 | - | - | - | - | - | - | - |
| ---- | ---- | - | - | - | - | - | - | - |
| 61   | 67   | - | - | - | - | - | - | - |

## Économie

### Emploi
|                | 2008   | 2013   | 2018   |
| -------------- | ------ | ------ | ------ |
| Commune        | 15,9 % | 7,8 %  | 13,2 % |
| Département    | 10,1 % | 11,9 % | 12 %   |
| France entière | 8,3 %  | 10 %   | 10 %   |

En 2018, la population âgée de 15 à 64 ans s'élève à 36 personnes, parmi lesquelles on compte 65,8 % d'actifs (52,6 % ayant un emploi et 13,2 % de chômeurs) et 34,2 % d'inactifs,. Depuis 2008, le taux de chômage communal (au sens du recensement) des 15-64 ans est supérieur à celui de la France et du département.
La commune est hors attraction des villes,. Elle compte 6 emplois en 2018, contre 17 en 2013 et 6 en 2008. Le nombre d'actifs ayant un emploi résidant dans la commune est de 20, soit un indicateur de concentration d'emploi de 28,9 % et un taux d'activité parmi les 15 ans ou plus de 42,6 %.
Sur ces 20 actifs de 15 ans ou plus ayant un emploi, 5 travaillent dans la commune, soit 24 % des habitants. Pour se rendre au travail, 90,5 % des habitants utilisent un véhicule personnel ou de fonction à quatre roues et 9,5 % s'y rendent en deux-roues, à vélo ou à pied.

### Activités hors agriculture
8 établissements sont implantés  à Ferrières-Poussarou au 31 décembre 2019.
Le secteur de l'industrie manufacturière, des industries extractives et autres est prépondérant sur la commune puisqu'il représente 37,5 % du nombre total d'établissements de la commune (3 sur les 8 entreprises implantées  à Ferrières-Poussarou), contre 6,7 % au niveau départemental.

### Agriculture
|               | 1988 | 2000 | 2010 | 2020 |
| ------------- | ---- | ---- | ---- | ---- |
| Exploitations | 7    | 6    | 3    | 3    |
| SAU (ha)      | 241  | 154  | 130  | 145  |

La commune est dans le « Soubergues », une petite région agricole occupant le nord-est du département de l'Hérault. En 2020, l'orientation technico-économique de l'agriculture  sur la commune est la polyculture et/ou le polyélevage. Trois exploitations agricoles ayant leur siège dans la commune sont dénombrées lors du recensement agricole de 2020 (sept en 1988). La superficie agricole utilisée est de 145 ha,,.

## Culture locale et patrimoine

### Lieux et monuments
- Église Saints-Pierre-et-Paul de la Fraise. L'église Saint-Pierre est située au hameau de la Fraise qui abrite aussi le cimetière et la mairie.
- Chapelle Notre-Dame-de-Bon-Secours dite chapelle de la Dourque de Ferrières-Poussarou.
- Les Albières, sorte de "maison idéale", créée dans les années 1930, elle était composée d'une ferme, de jardins et d'une chapelle. Située en haut d'une colline, elle est désormais abandonnée et a fait l'objet de pillages différents.

### Personnalités liées à la commune
- Jean Bène, résistant et homme politique qui créa le maquis « La Tourette » sur la commune de Ferrières-Poussarou.

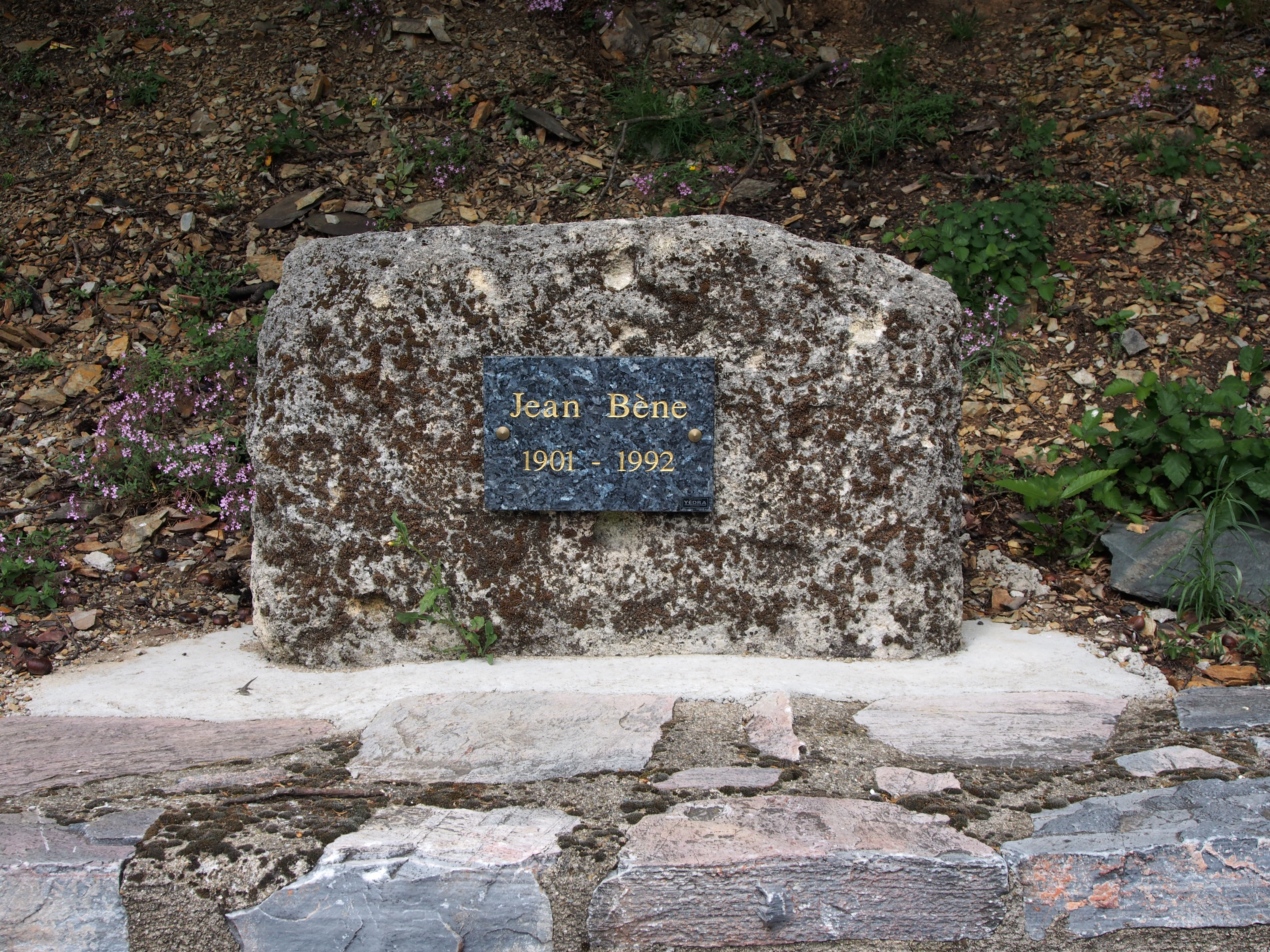
Plaque commémorative Jean Bène à Ferrières-Poussarou.